# Úžice (stacja kolejowa)
Úžice – stacja kolejowa w miejscowości Úžice, w kraju środkowoczeskim, w Czechach. Znajduje się na wysokości 190 m n.p.m..
Jest zarządzana przez Správę železnic. Na stacji istnieje możliwość zakupu biletów i rezerwacji miejsc. 

## Linie kolejowe
- 092 Neratovice – Kralupy nad Vltavou